# Yodobashi Camera

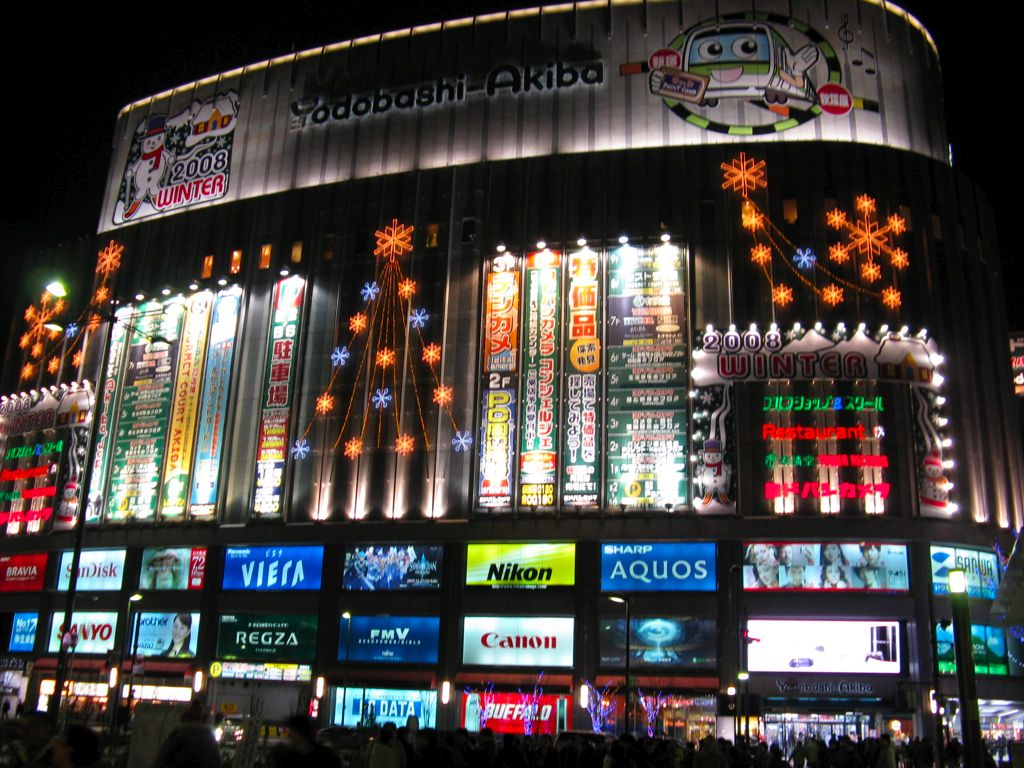
Yodabashi Camera en Akihabara.

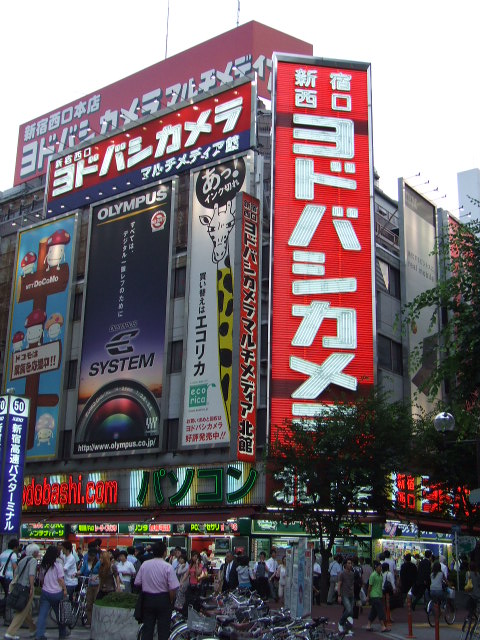
Shinjuku Nishiguchi (salida oeste de la estación Shinjuku).

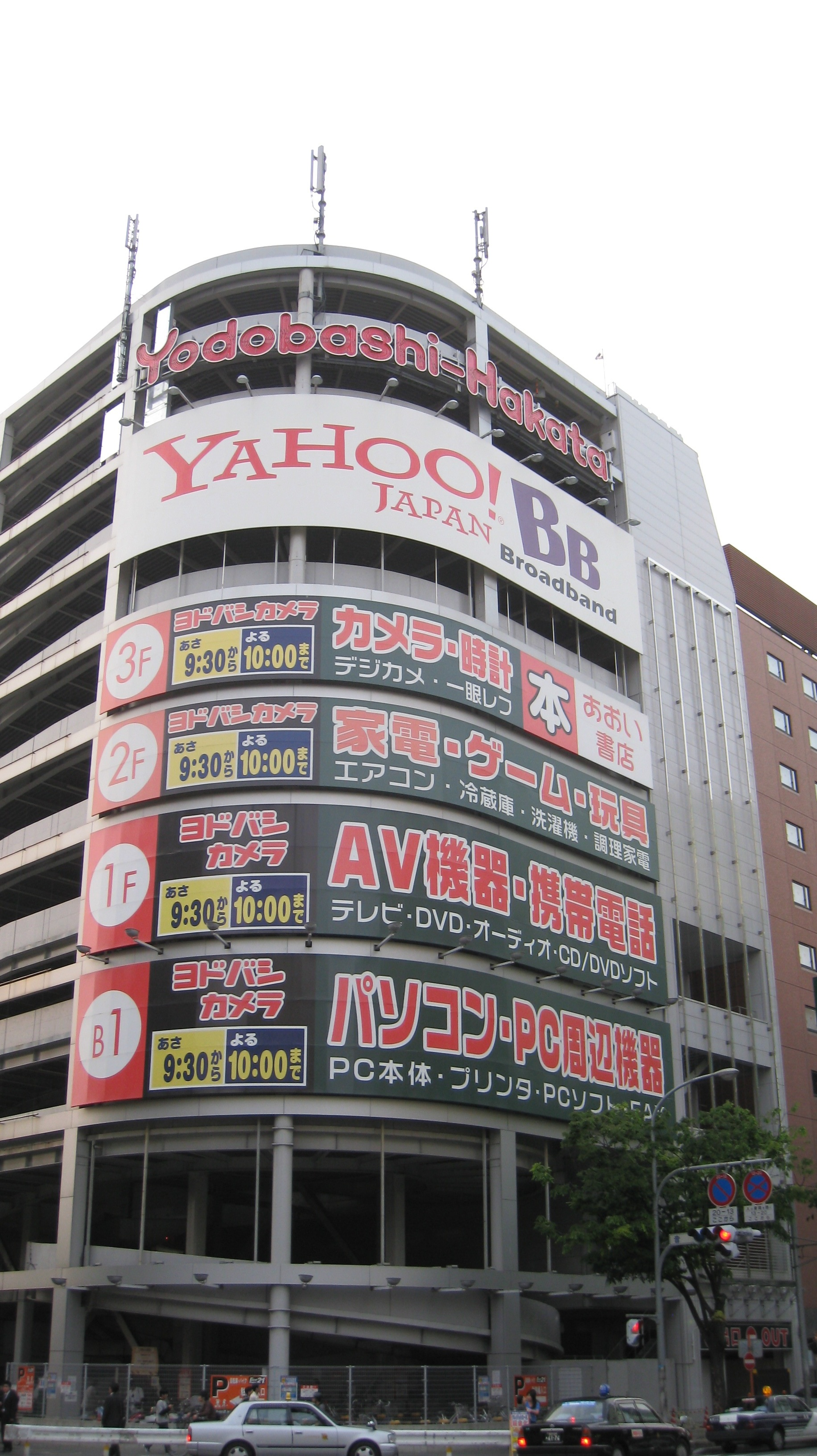
Yodobashi en Hakata.

Yodobashi Camera Co., Ltd. (ヨドバシカメラ) es una cadena comercial japonesa de tiendas de productos electrónicos de consumo. Actualmente tiene 20 tiendas, algunas de las cuales están ubicadas en la salida oeste de la Estación de Shinjuku.
El tema musical de las tiendas es una pieza del Himno de Batalla de la República.

## Yodobashi Akiba
Yodobashi Akiba es la tienda de Yodobashi Camera localizada en Akihabara, que es el barrio con tradición de tiendas de electrónica. Es un edificio de nueve pisos, de los cuales cada piso está dedicado a una categoría de productos, un piso corresponde a computadoras, otro a cámaras, otro a electrodomésticos, etc. Se trata de una tienda accesible a los turistas internacionales, pues muchos de sus empleados son bilingües (hablan inglés o español, francés, etc.) y la tienda ofrece ventas libres de impuestos al presentar el pasaporte.
La apertura de la tienda en 2005 causó molestia a los otros minoristas del área, que tienen un carácter más tradicional y tiendas mucho más pequeñas.[cita requerida]

## Historia
- 1960 - Comenzó sus operaciones como Fujisawa Shashin Shokai
- 1974 - Cambió su nombre a Yodobashi Camera Co., Ltd.
- 1975 - Su primera tienda en Shinjuku abre sus puertas.
- 1989 - Introducen la Yodobashi Point Card que es una tarjeta de puntos (cada compra realizada acumula débito en la tarjeta del cliente; el débito puede usarse para compras posteriores).
- 1998 - Abre su tienda en internet.
- 2005 - Inaugura su tienda en Akihabara.

## Tiendas
- Shinjuku Nishiguchi Honten
- Multimedia Shinjuku Higashiguchi
- Multimedia Akiba (Yodobashi Akiba)
- Multimedia Ueno
- Multimedia Kichijōji
- Hachiōji
- Multimedia Machida
- Multimedia Kinshichō
- Multimedia Kawasaki Le FRONT
- Yodobashi Outlet Keikyū Kawasaki
- Multimedia Yokohama
- Multimedia Keikyu Kami-Ōoka
- Chiba
- Multimedia Utsunomiya
- Multimedia Sapporo
- Multimedia Sendai
- Kōriyama ekimae
- Niigata
- Multimedia Umeda (Yodobashi Umeda)
- Multimedia Hakata (Yodobashi Hakata)